# Баштовий копер

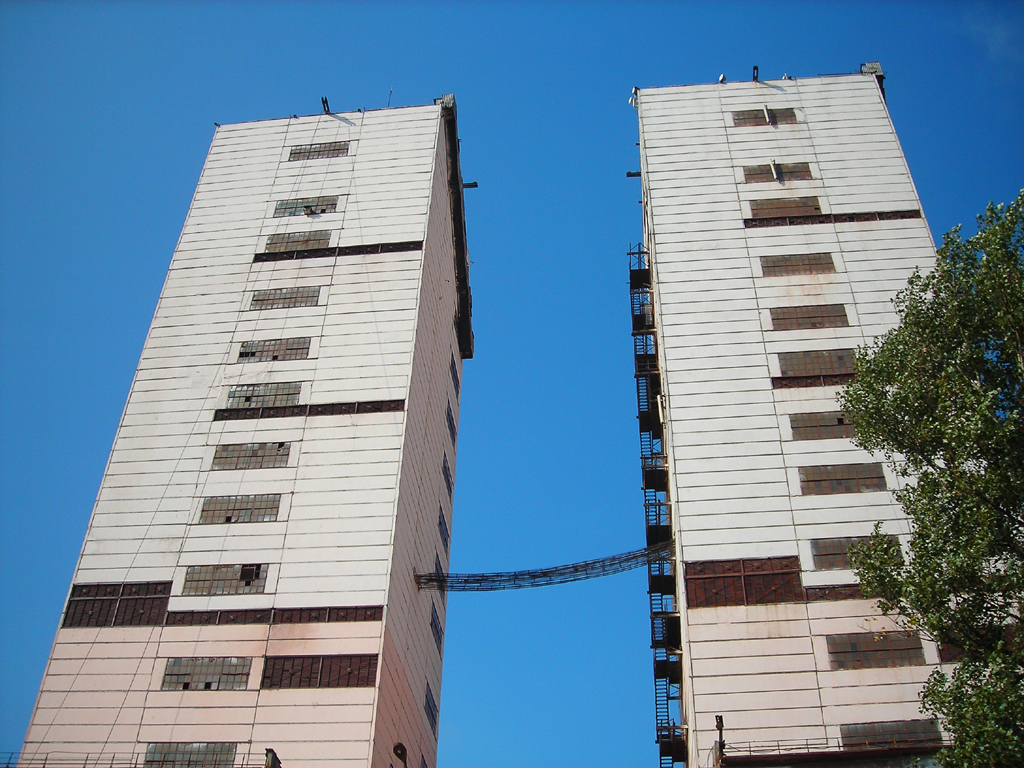
Баштові копри шахти «Гвардійська», Кривий Ріг.

Ба́штовий копе́р (рос. башенный копер, англ. tower head-frame, head-gear; нім. Förderturm, Turmfördergerüst) — постійна споруда, що зводиться над гирлом стовбура глибокої (звичайно понад 500 м) шахти. Призначений для розміщення підіймальної машини, електричного та іншого обладнання, що забезпечує рух у стовбурі підіймальних посудин (клітей та скіпів).
Баштовий копер зводять з монолітного залізобетону, збірних залізобетонних, металічних, змішаних будівельних конструкцій. З метою прискорення будівництва шахти баштовий копер нерідко використовуються для проходки стовбурів. В нижній частині баштового копра розміщують прохідницьке обладнання, розвантажувальний верстат, нульову раму, механізми для відкривання ляд, пристрої для приймання бетону та інше. У ряді випадків використовуються багатоканатні підіймальні машини, які переобладнуються на період будівництва шахти в однокінцеві прохідницькі.

## Інтернет-ресурси
- Übersicht der Bauarten von Fördergerüsten im Ruhrgebiet (abgerufen am 7. Januar 2019)
- zum ersten Fördergerüst in Kastenbauweise in NRW (Zeche Niederberg 4), Beitrag und (historische) Fotos (abgerufen am 7. Januar 2019)